# FK Laktaši
FK Laktaši (Servisch: ФК Лакташи) is een Servisch-Bosnische voetbalclub uit Laktaši in de Servische Republiek in Bosnië en Herzegovina. De club speelde enkele seizoenen in de hoogste klasse en degradeerde in 2010. In 2012 zakte de club naar het derde niveau.

## Erelijst
- Prva Liga Republika Srpska: 2007

## Bekende (oud-)spelers
- Muhamed Subašić